# Azzurro di San Patrizio

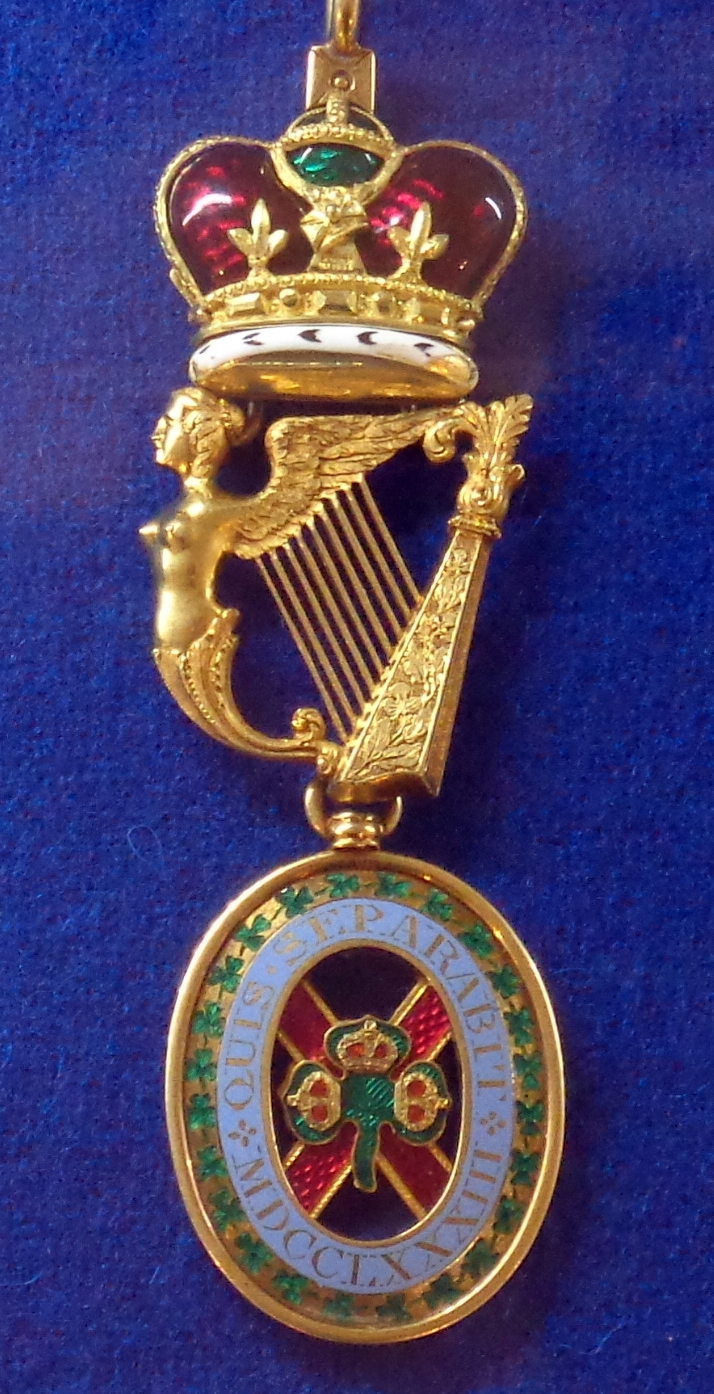
Spilla dell'Ordine di San Patrizio

Emblema storico dell'Irlanda

Bandiera presidenziale della Repubblica d'Irlanda

L'azzurro di San Patrizio è il nome con cui sono conosciute alcune tonalità di blu associate a San Patrizio e all'Irlanda. L'origine di questa denominazione risale al 1783, anno in cui fu adottato come colore del neocostituito Ordine di San Patrizio. Al giorno d'oggi, sebbene come colore nazionale sia stato sostituito dal verde, l'azzurro di San Patrizio è ancora presente in molti emblemi ufficiali.

## L'origine del nome
Al momento della sua istituzione, nel 1783, si era reso necessario attribuire all'Ordine di San Patrizio un colore che fosse differente rispetto a quelli degli altri due ordini cavallereschi del Regno Unito, l'Ordine della Giarrettiera (blu scuro) e l'Ordine del Cardo (verde). Scartato l'arancione perché politicamente divisivo in quanto colore della fazione orangista, la scelta cadde sulla tonalità d'azzurro presente nello stemma dell'Irlanda, sebbene non sia mai stata ufficialmente adoperata la denominazione di azzurro di San Patrizio né sia mai stata definita un'esatta tonalità.
L'autenticità dell'azzurro come colore nazionale irlandese è, ad ogni modo, oggetto di dibattito.